# Paradise Valley (álbum)
Paradise Valley es el sexto álbum de estudio del músico estadounidense John Mayer. Musicalmente, es similar a su anterior álbum, Born and Raised, el cual fue lanzado en 2012. Sin embargo, este álbum cuenta con más interludios musicales e instrumentales de guitarras eléctricas en lugar de armónicas. Fue lanzado el 20 de agosto de 2013. El título del álbum proviene del homónimo valle fluvial del río Yellowstone, ubicado en el suroeste de Montana.
El primer sencillo del álbum, "Paper Doll", fue lanzado el 18 de junio de 2013, seguido por "Wildfire" el 16 de julio del mismo año. Wildfire impactó oficialmente en la radio Triple A el 20 de agosto de 2013.  "Who You Love" fue lanzado como el tercer sencillo, llegando a la radio Hot AC el 3 de septiembre de 2013.
El 13 de agosto de 2013, Paradise Valley se hizo disponible para streaming en su totalidad a través de iTunes. Una semana después se habilitaron las descargas del álbum en este mismo servicio.

## Publicación y promoción
El 19 de agosto de 2013, Mayer tuvo una aparición en el Late Show with David Letterman para promocionar el álbum haciendo una presentación en vivo del segundo sencillo, "Wildfire". Además, Mayer dio un concierto para Live on Letterman esa misma noche, el cual es un evento presentado en vivo en línea.

## Lista de canciones
Todas las canciones escritas y compuestas por John Mayer, excepto donde se anote.
1. "Wildfire" - 4:15
2. "Dear Marie" - 3:44
3. "Waitin' On the Day" - 4:35
4. "Paper Doll" - 4:19
5. "Call Me the Breeze" (Cover de JJ Cale)- 3:27
6. "Who You Love" con Katy Perry (Mayer, Katy Perry) - 4:12
7. "I Will Be Found (Lost at Sea)" - 4:03
8. "Wildfire" con Frank Ocean (Christopher Breaux)[6] - 1:28
9. "You're No One 'Til Someone Lets You Down" - 2:48
10. "Badge and Gun" - 3:15
11. "On the Way Home" - 3:59

## Recepción crítica
Paradise Valley fue bien recibido en general por la crítica. Metacritic, un agregador de reseñas, le da al álbum una calificación de 73 sobre 100. Brian Mansfield de USA Today de que este nuevo lanzamiento "puede que tenga toda la permanencia de una aventura de un campo de verano". Anthony DeCurtis, escribiendo para Rolling Stone, observó que el álbum "continúa con ese viaje autobiográfico" visible en los anteriores trabajos de Mayer, y presenta a Mayer "en un estado más relajado y alegre... Mayer sigue su camino, esta vez con menos carga y en mucho mejor estado por ello." En The Oakland Press, Gary Graff resaltó que el álbum tiene esa actitud de "todo sirve", y sintió que Mayer había "mostrado su música más pacífica hasta la fecha." Matt Collar de Allmusic dijo que el sonido del álbum se "siente sincero." El periodista de Los Angeles Times Randall Roberts escribió que "el músico está a cargo aquí, y mantiene su haraganería fuera de él", y "La mejor parte: Cuando muestra su estilo instrumental, lo hace como alguien cuyas habilidades naturales merecen ser ostentadas."
Stephen Unwin del Daily Express escribió que sentía que al álbum el faltaba un poco más de "entusiasmo" y que era "a momentos muy predecible", pero que "Paradise Valley definitivamente era John Mayer en un buen día". Glenn Gamboa de Newsday le dio al álbum una calificación de B-, diciendo que "Mayer puede que aún esté algo perdido", pero que él está última obra es una indicación de que Mayer "puede que pronto encuentre su camino." Al escribir para The Gazette, de Montreal, Mark LePage dijo que el álbum "es consolidación, realizada completamente", pero sentía que Mayer no estaba "avanzando nada en forma", indicando que "Paradise Valley no es que le falte sentimiento, pero nunca golpea en la forma que podría." Craig Manning de AbsolutePunk calificó al álbum con un 85 por ciento, e indicó que "todavía eran una sólida lista de canciones que vienen de uno de los mejores cantautores de la actualidad a medida que se establece en su nuevo elemento." En RedEye, Adam Lukach comentó que los "sonidos de Mayer son dulcemente adaptados, y la voz de Mayer, luego de su cirugía de garganta, suena tan tentadora como siempre", pero sí notó que este álbum "podría beneficiarse de un poco más de carácter." Melinda Newman de HitFix le dio al álbum una calificación de A-, y escribió que "dejaba una sensación agradable, paciente e intemporal que nunca sonaba forzada."
Caroline Sullivan de The Guardian escribió que puede que el "peor enemigo" de Mayer sea "él mismo". Escribiendo para el New York Post, Michaelangelo Matos dijo que el hecho que "Mayer haya tenido una cirugía de garganta antes de grabar este álbum" y que "sea entendible si se está relajando", "no hace que las canciones sean menos atontadas." Matthew Horton de Virgin Media le dio al álbum tres estrellas, diciendo que "puede que tengamos razón en dudar" del álbum, y resaltó como hay cambios de estilo "que pueden estar en marcha con este sexto álbum". Jim Farber de Daily News' dio tres estrellas al álbum, y dijo que este álbum "es más exitoso en capturar los estilos que lo inspiraron más efectivamente que su último intento".

## Recepción comercial
El álbum debutó en el puesto #2 en la lista Billboard 200, alcanzando ventas de 145.600 copias en los Estados Unidos en su primera semana. Paradise Valley es el primer álbum de Mayer que no debuta en el puesto #1 desde que no lo hiciera Continuum en 2006.

## Créditos
- John Mayer - voces, guitarra, teclados, arreglos de trompa en pista 6
- Aaron Sterling - batería, percusión
- Sean Hurley - bajo
- Chuck Leavell - teclado en pistas 2, 3, 4, 5, 7, 9, 10 y 11
- Paul Franklin - pedal steel guitar en pistas 2, 9 y 11
- Zane Carney - guitarra en pistas 1 y 2
- Rami Jaffe - teclado en pistas 1 y 8
- Lisa Fischer - coros en pistas 7 y 11
- David Ryan Harris - coros en pista 4
- Bernard Fowler - coros en pista 7
- Frank Ocean - wurlitzer, voces en pista 8
- Katy Perry - voces en pista 6
- Larry Williams - saxofón tenor, flauta, arreglos de trompa en pista 6
- Dan Higgins - saxofón tenor, flauta en pista 6
- Gary Grant - fliscorno en pista 6
- Bill Reichenbach - trombón tenor, trombón bajo, trompa EB alto en pista 6